# Episodi de Il trenino Thomas (tredicesima stagione)
La tredicesima stagione de Il trenino Thomas è stata trasmessa in prima visione nel Regno Unito sul canale Channel 5, nel blocco Milkshake!, dal 25 gennaio al 19 febbraio 2010. In Italia è stata trasmessa su Italia 1 nel 2010 e su Cartoonito.
| nº | Titolo originale            | Titolo italiano                  | Prima TV UK      | Prima TV Italia |
| -- | --------------------------- | -------------------------------- | ---------------- | --------------- |
| 1  | Creaky Cranky               | Cranky scricchiolio              | 25 gennaio 2010  | 2010            |
| 2  | The Lion of Sodor           | Il leone di Sodor                | 26 gennaio 2010  | 2010            |
| 3  | Tickled Pink                | James la locomotiva rosa         | 27 gennaio 2010  | 2010            |
| 4  | Double Trouble              | Festa di compleanno con sorpresa | 28 gennaio 2010  | 2010            |
| 5  | Slippy Sodor                | Un buffo fumaiolo                | 29 gennaio 2010  | 2010            |
| 6  | The Early Bird              | Thomas si sveglia presto         | 1º febbraio 2010 | 2010            |
| 7  | Play Time                   | Un vero spasso                   | 2 febbraio 2010  | 2010            |
| 8  | Thomas and the Pigs         | Thomas e i maialini              | 3 febbraio 2010  | 2010            |
| 9  | Time for a Story            | L'ora delle storie               | 4 febbraio 2010  | 2010            |
| 10 | Percy's Parcel              | Il regalo di compleanno          | 5 febbraio 2010  | 2010            |
| 11 | Toby's New Whistle          | Un nuovo fischio per Toby        | 8 febbraio 2010  | 2010            |
| 12 | A Blooming Mess             | Fiori per Mavis                  | 9 febbraio 2010  | 2010            |
| 13 | Thomas and the Runaway Kite | Thomas e l'aquilone              | 10 febbraio 2010 | 2010            |
| 14 | Steamy Sodor                | Thomas il capo officina          | 11 febbraio 2010 | 2010            |
| 15 | Splish Splash Splosh        | Splish splash splosh             | 12 febbraio 2010 | 2010            |
| 16 | The Biggest Present of All  | Il regalo più bello del mondo    | 15 febbraio 2010 | 2010            |
| 17 | Snow Tracks                 | Binari innevati                  | 16 febbraio 2010 | 2010            |
| 18 | Henry's Good Deeds          | Le buone azioni di Henry         | 17 febbraio 2010 | 2010            |
| 19 | Buzzy Bees                  | Api ronzanti                     | 18 febbraio 2010 | 2010            |
| 20 | Hiro Helps Out              | Hiro l'aiutante                  | 19 febbraio 2010 | 2010            |

## Cranky scricchiolio
Thomas e Cranky la gru si sfidano tra loro per vedere chi è più forte. I due si mettono alla prova, fino a quando Thomas non chiede a Cranky di sollevarlo. Cranky lo solleva, ma siccome Thomas è pesante gli si rompe il braccio.

## Il leone di Sodor
Thomas viene incaricato di trasportare il leone di Sodor. Thomas è emozionato perché pensa di dover portare un vero leone, quando Cranky cerca di dirgli che è solo una statua. Nel tragitto per consegnare il leone, Thomas raccoglie cibo per il leone, ma quando la cassa del leone viene aperta, la locomotiva blu capisce di aver commesso un errore.

## James la locomotiva rosa
Sir Topham manda James all'officina per farsi rivenciare. Però, mentre sta venendo pitturato, a James viene detto che deve portare ad una festa la nipote di Sir Topham, siccome è l'unica locomotiva disponibile. James si vergogna, perché è ancora nella vernice isolante rosa.

## Festa di compleanno con sorpresa
È il compleanno di Sir Topham, e Thomas deve portarlo alla sua festa. Però, Thomas nota che Sir Topham si presenta alla stazione con dei baffi, è scherzoso con lui e chiede alla locomotiva di portarlo alla Foresta Frusciante; ciò gli fa sorgere qualche dubbio. Alla fine, Thomas scopre che stava trasportando Sir Lowham, il fratello di Sir Topham.

## Un buffo fumaiolo
Thomas viene preso in giro a causa del suo buffo fumaiolo, installatogli provvisoriamente dagli operai in officina. Siccome è distratto, rovescia il liquido per le bolle sulla strada, causando problemi per Sir Topham e il pagliaccio Mr. Bubbles.

## Thomas si sveglia presto
Percy è in officina per delle riparazioni, perciò a Thomas viene dato il compito di portare il treno della posta. Però, Thomas non chiede consigli a Percy, e sveglia tutti mentre consegna la posta, causando confusione e ritardi.

## Un vero spasso
Sull'isola di Sodor arriva Charlie, una nuova locomotiva. Charlie incontra Thomas, e lo sfida a gareggiare con lui. Thomas accetta, ma si distrae e non si accorge che ha lasciato indietro Annie e Clarabel e la cantante lirica Allicia Botti.

## Thomas e i maialini
Il fattore Trotter chiede a Thomas di portargli della paglia per i maialini che stanno per nascere. Thomas si dirige a prendere la paglia, ma mentre va vede altre cose che pensa possano piacere ai maialini.

## L'ora delle storie
Thomas deve trasportare dei vagoni pieni di libri in biblioteca, per l'ora delle storie dei bambini. Però, la locomotiva non vede un cartello di lavori in corso, e i suoi vagoni deragliano. Visto che non può più portare i libri ai bambini, decide di portare i bambini dai libri.

## Il regalo di compleanno
Percy deve consegnare un regalo speciale per la madre di Sir Topham, ma al posto di consegnarlo direttamente a Knapford, decide di andare alla cava e mostrarlo a Mavis. Mentre va alla cava, rovina il pacco e deve trovare una soluzione.

## Un nuovo fischio per Toby
La campana di Toby è sporca e arrugginita e Toby va alle officine per farsela pulire. Per sostituire la campana, a Toby viene montato un fischio a vapore. James avvisa Toby del fatto che quello è un fischio a tre vapori, e gli dice che è il fischio più rumoroso dell'isola.

## Fiori per Mavis
Emily vede Mavis, e, siccome lei non ricambia il suo saluto, presume sia triste. Perciò, Emily cerca qualcosa che possa rendere felice Mavis. Quindi, Emily porta dei fiori, che avrebbe dovuto portare alla stazione di Knapford, alla cava di ardesia, e causa confusione e ritardi.

## Thomas e l'aquilone
È il giorno del festival degli aquiloni, ma l'aquilone dei nipotini di Sir Topham vola via. Thomas va a cercare l'aquilone, credendosi la locomotiva più veloce e credendo anche di potercela fare senza l'aiuto degli altri.

## Thomas il capo officina
Victor deve andare ad aggiustare una locomotiva alla stazione di smistamento, perciò Thomas deve sostituirlo come capo officina. Però, Thomas non è in grado di gestire le locomotive che arrivano all'officina e scoppia il caos.

## Splish splash splosh
È un giorno piovoso, e Thomas e Rosie stanno giocando a un gioco chiamato "Splish splash splosh", che consiste nell'attraversare le pozzanghere e schizzare gli altri. I guai arrivano quando per sbaglio Thomas schizza Sir Topham e Allicia Botti.

## Il regalo più bello del mondo
Hiro la locomotiva giapponese sta per tornare sull'isola di Sodor, e Sir Topham ha pensato di fare una festa per il suo ritorno. Thomas ha il compito di avvisare gli altri della festa, ma invece va a cercare un regalo per Hiro.

## Binari innevati
A Sodor c'è stata una bufera, e Gordon viene incaricato di portare al porto di Brendan dei vagoni necessari per un'importante consegna di carbone. Sir Topham gli raccomanda di prendere la strada più lunga perché è meno innevata, ma Gordon lo ignora e quando passa sulla linea corta e collinare, forma una palla di neve che colpisce Thomas.

## Le buone azioni di Henry
Il luì di Sodor è tornato sull'isola di Sodor, ed Henry deve portare un palo per la nidificazione al rifugio di Bluff. Però, mentre va verso il rifugio di Bluff, cerca di aiutare gli altri, e per sbaglio spaventa un luì.

## Api ronzanti
Un giorno, Thomas deve consegnare delle arnie al fattore Trotter. Hiro gli dice di andare lento e con cautela, e di passare per la linea che passa per il bosco. Però, Thomas non lo ascolta, e le api fuggono dalle arnie.

## Hiro l'aiutante
Hiro ed Edward si accorgono che Sir Topham è molto indaffarato, e sono preoccupati per il suo comportamento. Perciò, Hiro decide di dare gli ordini alle locomotive per non disturbare Sir Topham. Hiro, però, non sa che sta dando ordini sbagliati a tutti.

## Distribuzione home video
La stagione è stata distribuita in Italia via home video dalla Dynit, attraverso 4 DVD. I DVD sono
- Cranky scricchiola
- Buon Natale, locomotive![3]
- Splish, Splash, Splosh[4]
- Thomas e l'aquilone[5]